# Blainvilles doornhaai
Blainvilles doornhaai (Squalus blainville) is een haai uit de familie van de doornhaaien (Squalidae), orde van doornhaaiachtigen (Squaliformes). De vis kan een lengte bereiken van 100 centimeter.

## Leefomgeving
Blainvilles doornhaai komt in zeewater en brak water voor. De soort komt voor in tropische en subtropische wateren in het oosten van de Atlantische Oceaan en in de Middellandse Zee op een diepte van 16 tot 440 meter.

## Relatie tot de mens
Blainvilles doornhaai is voor de visserij van aanzienlijk commercieel belang. In de hengelsport wordt er weinig op de haai gejaagd.